# Трамвай на шинах
Трамвай на шинах (фр. tramway sur pneumatiques) — різновид шпурбуса, у якому транспортний засіб спрямовується за допомогою напрямної рейки на поверхні дороги та споживає струм від повітряних електричних проводів (через пантограф або тролейбусні штанги).
Існують дві несумісні системи, що використовують напрямні: Guided Light Transit (GLT), розроблена компанією Bombardier Transportation, і Translohr від Lohr Industrie (зараз виробляється Alstom і FSI).
З боків немає напрямних, але є центральна напрямна рейка, яка відрізняється за дизайном у різних системах.
У випадку Translohr ця рейка захоплюється парою металевих напрямних коліс, встановлених під кутом 45° відносно дороги та під кутом 90° одне до одного.
У системі GLT одне двостороннє колесо між гумовими шинами йде за напрямною рейкою.
В обох випадках вагу транспортного засобу сприймають гумові шини, до яких прикріплені напрямні колеса, які контактують із дорогою на бетонних доріжках, розроблених для мінімізації ударів об землю.
Електроживлення зазвичай подається повітряними лініями, акумуляторними батареями або двигунами внутрішнього згоряння, де немає повітряних проводів.

## Чинні мережі

### Translohr
- Трамвай у Клермон-Ферран, Франція (STE4, з 2006 р.)
- Трамвай у Падуї, Італія (STE3, з 2007)
- Трамвай у Местре, Італія (STE3, з 2010 р.)
- Лінія 5 (Паризький трамвай)[en], Франція (STE3, з 2013 р.)
- Лінія 6 (Паризький трамвай)[en], Франція (STE6, з 2014 р.)
- Медельїнський трамвай[en], Медельїн, Колумбія (STE5, з 2015)

## Закриті системи

### Bombardier Guided Light Transit (GLT)
- Трамвай у Нансі[en], Франція (2001—2023) — 40 % лінії працювало як керований водієм тролейбус і було частиною тролейбусної системи Нансі[en].

Увесь маршрут мав бути замінений трамваєм, але ці плани були скасовані у 2021 році, і його знову перетворюють на звичайну тролейбусну систему через вищу вартість трамвая.
- Канський трамвай, Франція (2002—2017) — GLT закрито у 2017 році та перетворено на звичайну трамвайну мережу, який відкрився у 2019.[2][3][4]

### Translohr
- Чжаньцзянський трамвай[en], Шанхай, Китай (STE3, 2010—2023); закрито через високі експлуатаційні витрати та низьку кількість пасажирів.
- Транслер Тяньцзіньської техніко-економічної зони розвитку[en], Тяньцзінь, Китай (STE3, 2007—2023); закрито через проблеми з обслуговуванням.

## Пропоновані системи
- Кембридж, Велика Британія. Одна з трьох систем, які розглядаються для запропонованого Кембриджського безпілотного метро завдовжки 140 км, використовує «безпілотний рухомий склад, що працює від акумулятора». (Іншими варіантами є персональний автоматичний транспорт і шпурбус[en]. Також розглядається модернізація автобусного сполучення.)[5]